# Hallur Hansson
Hallur Hansson (født 8. juli 1992) er en færøsk fodboldspiller, der spiller for den færøske klub KÍ Klaksvík og Færøernes landshold. Han har tidligere spillet for bl.a. Superligaklubberne AC Horsens, AaB og Vejle Boldklub.

## Karriere
Hallur Hansson startede sin seniorfodboldkarriere i skotske Aberdeen, hvor han spillede tre sæsoner, og fik en enkelt optræden på klubbens førstehold. Siden skiftede Hallur til Færøerne og HB Tórshavn. Den 3. september 2012 meddelte AaB så, at man havde lejet den færøske angriber for resten af 2012. Den 29. januar 2013 underskrev han en 1½ årig kontrakt med AaB. Kontrakten varede indtil den 30. juni 2014.
Den 31. januar 2014 meddelte AaB, at man var blevet enige om at afbryde samarbejdet et halvt år før oprindeligt udløb. Hansson flyttede tilbage til Færøerne, hvor han fik en kontrakt med Víkingur Gøta.
I december 2014 underskrev han kontrakt med Vendsyssel FF, som skulle vare frem til sommeren 2017, men efter at det blev klart, at Vendsyssel FF ikke rykkede op i Superligaen, valgte han at skifte til AC Horsens, det skete den 17. juni 2016.
Den 17. juni 2016, underskrev Hansson en kontrakt med AC Horsens.
I 2020 blev han anfører for det færøske landshold. Året før blev han anfører for AC Horsens.
Efter at have tilbragt 5 år i Horsens fik han den 24. juli 2021 ophævet kontrakten.
Den 14. oktober 2021, efter et par måneder som klubløs skiftede han til Horsens lokalrivaler Vejle Boldklub på en aftale der gælder efterårssæsonen ud.
I 2022 spillede han for islandske KR Reykjavík, og året efter, i 2023, skiftede han til de færøske mestre KÍ Klaksvík. Her spillede han i Champions League, før han nåede at spille i den færøske liga. Han var dermed en del af KÍ holdet, der slog de ungarske mestre ud af Champions League og dernæst også slog de svenske mestre ud.

## Landsholdskarriere
Hansson har gennem hele sit fodbold-liv været omkring flere forskellige ungdomslandshold på Færøerne, og scorede blandt andet i U19-landskampen mod Kroatien.
Den 15. august 2012 spillede Hallur Hansson en fuld kamp på a-landsholdet, da de i en venskabskamp mødte Island. Den 7. september 2012 spillede han sin anden landskamp for Færøerne, denne gang mod Tyskland. Det var i den indledende runde i VM i fodbold 2014.
Den 11. oktober 2013 scorede Hansson sit første mål for det færøske landshold, det skete i VM kvalifikationskampen mod Kazakstan på Tórsvøllur i Tórshavn, som var hans niende landskamp. Målet kom fra et langskud udenfor 16-meteren og blev skudt op i venstre hjørne.

### Internationale mål
Målskoring og resultater viser Færøernes mål først.
| #  | Dato              | Bane                                       | Modstander | Målscoring | Resultater | Konkurrence                            |        |
| -- | ----------------- | ------------------------------------------ | ---------- | ---------- | ---------- | -------------------------------------- | ------ |
| 1. | 11. oktober 2013  | Tórsvøllur, Tórshavn, Færøerne             | Kasakhstan | 1–0        | 1–1        | VM i fodbold 2014                      |        |
| 2. | 19. november 2013 | Ta' Qali National Stadium, Ta' Qali, Malta | Malta      | 1–3        | 2–3        | Venskabskamp                           | [ 18 ] |
| 3. | 1. marts 2014     | Victoria Stadium, Gibraltar                | Gibraltar  | 3–1        | 4–1        | Venskabskamp                           | [ 19 ] |
| 4. | 13. juni 2015     | Tórsvøllur, Tórshavn, Færøerne             | Grækenland | 1–0        | 2–1        | Kvalifikation til EM i fodbold 2016    |        |
| 5  | 7. september 2018 | Tórsvøllur, Tórshavn, Faroe Islands        | Malta      | 3–1        | 3–1        | UEFA Nations League 2018-19 - League D |        |